# 路易·德·罗昂
路易·德·罗昂骑士（法語：Louis de Rohan Guémené，1635年？月？日—1674年11月27日），是法国宫廷的狩猎总管，属于法国罗昂-古梅内家族的支系，曾随军参加过法西战争、法荷战争，1674年由于参与推翻路易十四的阴谋，遭到处死。